# Cose da uomini
Cose da uomini (Man Up!) è una sitcom creata da Christopher Moynihan e con protagonisti lo stesso Christopher Moynihan, Dan Fogler, Mather Zickel, Henry Simmons, Teri Polo e Amanda Detmer.
La serie è andata in onda in prima visione assoluta sul canale statunitense ABC dal 18 ottobre al 6 dicembre 2011 con la trasmissione di soli 8 episodi su 13 ordinati. I rimanenti 5 sono stati messi online sul sito della ABC a partire dalla fine del gennaio 2012.
In Italia è andata in onda su Fox a dal 6 aprile al 29 giugno 2012.

## Trama
La serie ruota intorno alla vita di tre ragazzi con uno stile di vita infantile e che ad un certo punto decidono che è giunto il momento di fare quello che non hanno mai fatto: comportarsi come dei veri uomini. Ma per farlo dovranno prima crescere un po'.

## Episodi
| Stagione       | Episodi | Prima TV USA | Prima TV Italia |
| -------------- | ------- | ------------ | --------------- |
| Unica stagione | 13      | 2011         | 2012            |

## Personaggi
- Kenny Hayden, interpretato da Dan Fogler.
- Will Keen, interpretato da Mather Zickel.
- Craig Griffith, interpretato da Christopher Moynihan.
- Grant, interpretato da Henry Simmons.
- Theresa Hayden Keen, interpretata da Teri Polo.
- Brenda Hayden, interpretata da Amanda Detmer.

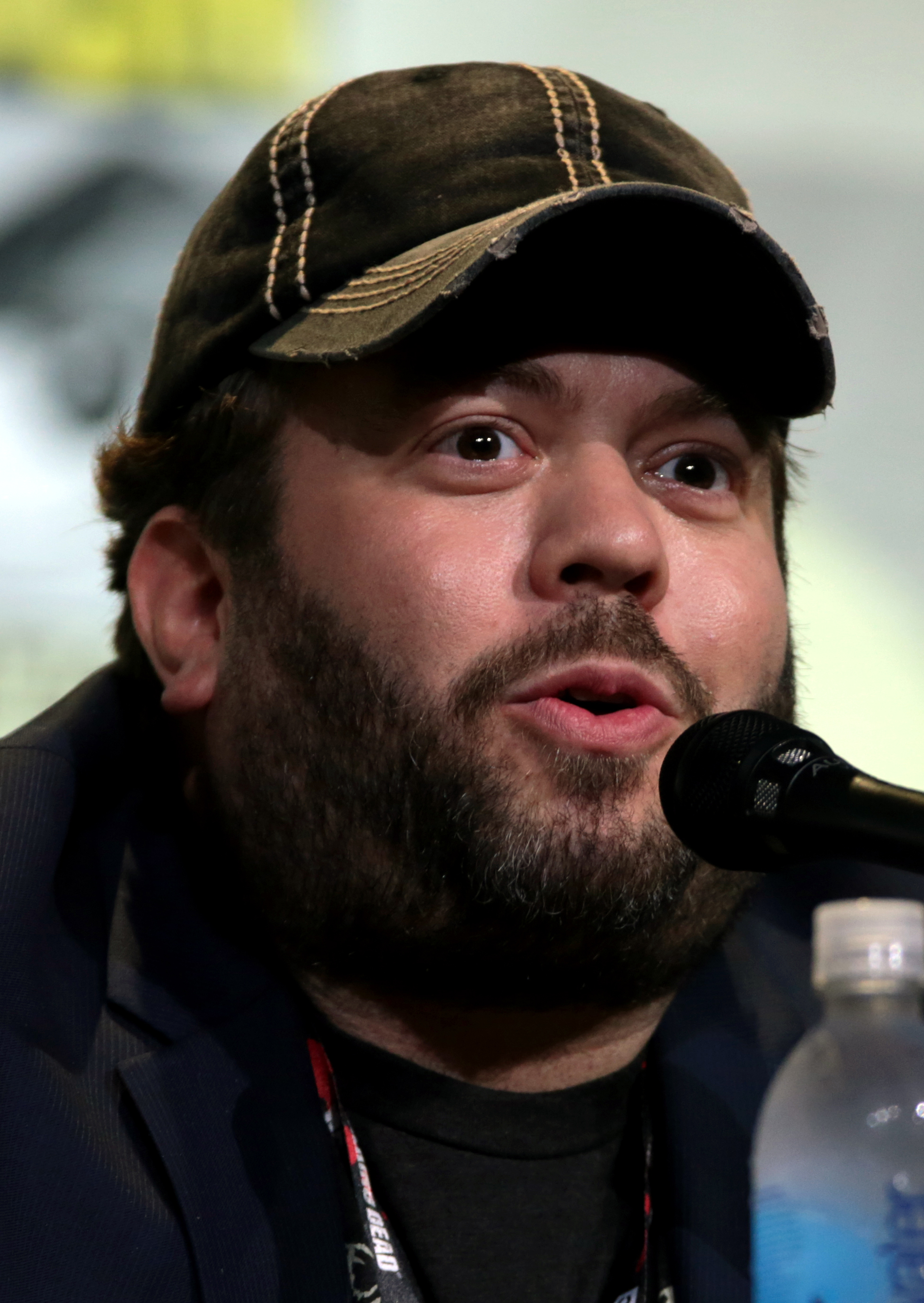
Dan Fogler interpreta Kenny Hayden
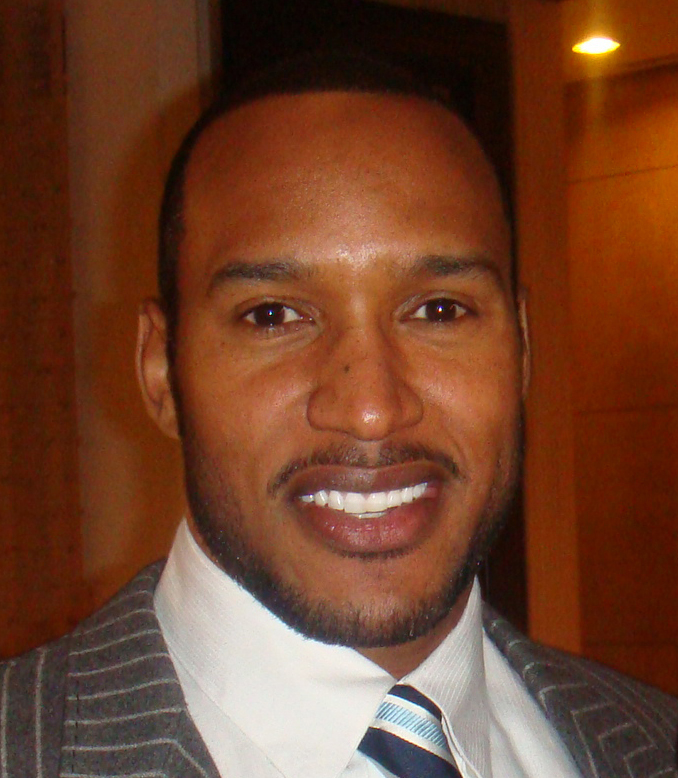
Henry Simmons interpreta Grant
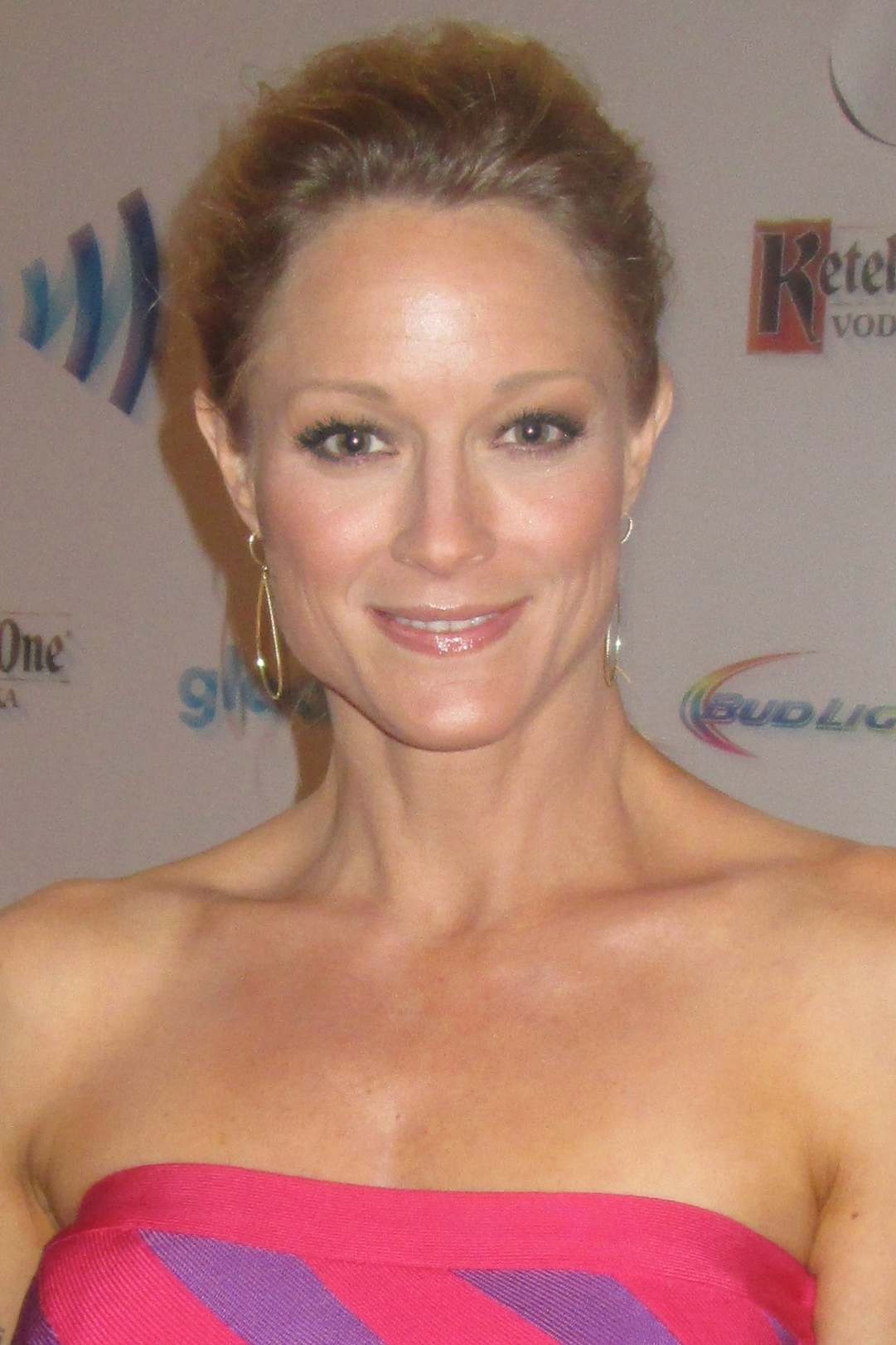
Teri Polo interpreta Theresa Hayden Keen